# Mananjary

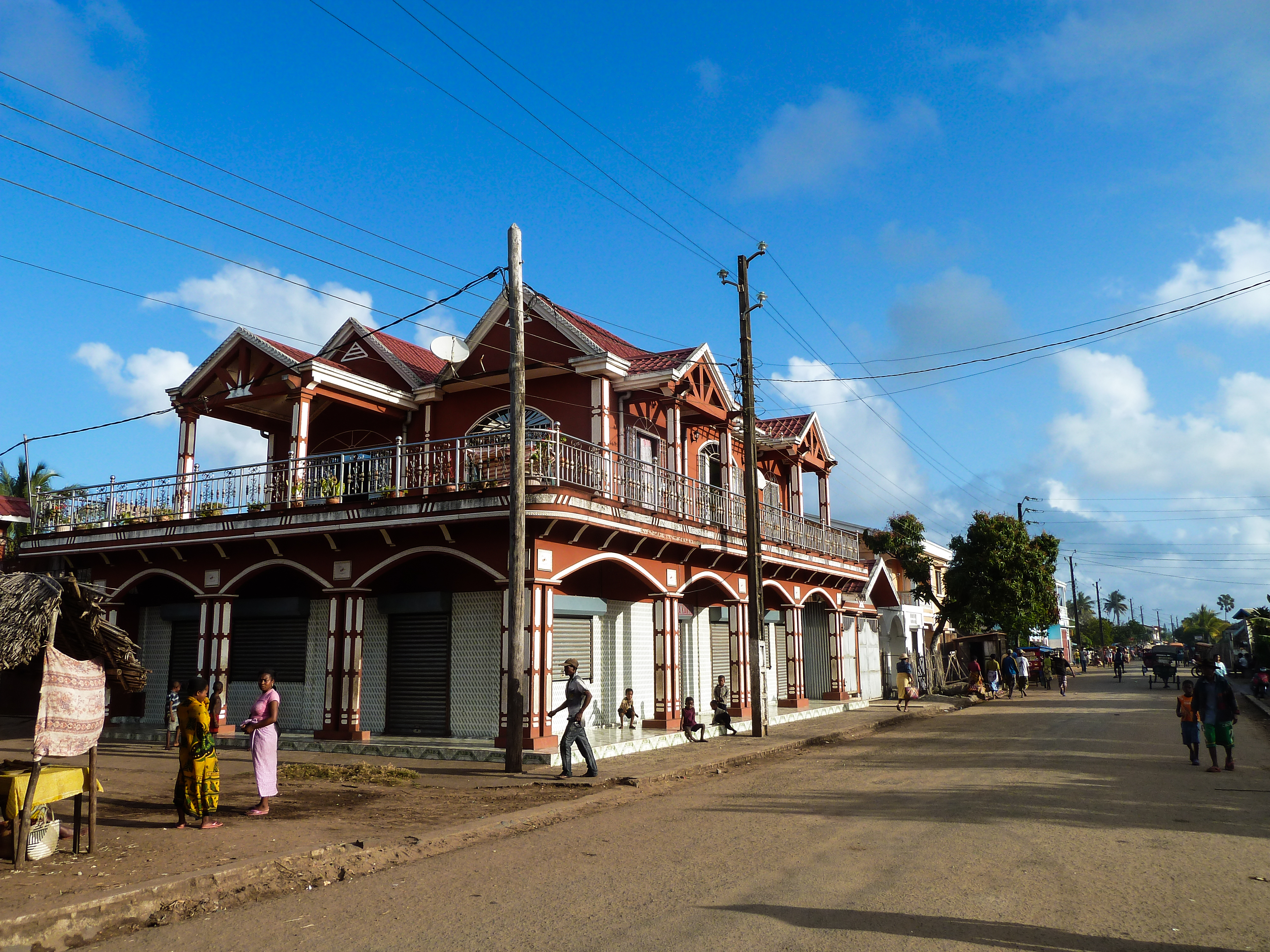
Haus in Mananjary (2013)

Mananjary ist eine Stadt an der Ostküste von Madagaskar an der Mündung des gleichnamigen Flusses Mananjary in der Region Vatovavy-Fitovinany mit 28.498 Einwohnern im Jahr 2005. Der Canal des Pangalanes teilt die Stadt in zwei Teile. Die Stadt liegt am östlichen Ende der Nationalstraße 25, die von der Pont de Mananjary überbrückt wird.
Die Stadt ist Sitz des Bistums Mananjary.